# Isoperla mongolica
Isoperla mongolica är en bäcksländeart som beskrevs av Zhiltzova 1972. Isoperla mongolica ingår i släktet Isoperla och familjen rovbäcksländor. Inga underarter finns listade i Catalogue of Life.